# OFB (grup)
OFB, cunoscut și ca Original Farm Boys, este o grup britanic de hip hop din Broadwater Farm, Londra. Este unul dintre cele mai proeminente grupuri de UK drill din Regatul Unit.

## Istorie
Headie One (în trecut Headz) și RV (în trecut Young RV) sunt printre cei mai proeminenți membri ai grupului. Amândoi au fost inițial rapperi în Star Gang, un grup de rap de stradă din anii 2000, originari din formația Tottenham Mandem. RV și Headie One au colaborat frecvent, inclusiv la lansarea împreună a mixtape-urilor „Sticks & Stones” (2016) și „Drillers x Trappers” (2017). În februarie 2018, Headie One și-a lansat mixtape-ul solo „The One”. Mixtape-ul a inclus piesa „Know Better” cu RV, care a devenit un „hit underground”. Acesta a fost urmat de un alt mixtape solo, „The One Two”, în iunie 2018, care a intrat în clasamentul albumelor din Marea Britanie pe poziția 32.
Bandokay, Double Lz și SJ au format un subgrup în cadrul OFB, folosind inițial numele Y.OFB (Young OFB), care indică statutul lor de membri mai tineri ai grupului. Rapperul OFB Bandokay, cu numele real Kemani Duggan, este fiul lui Mark Duggan, omul a cărui moarte (a fost împușcat de poliție) a dus la revoltele din Anglia din 2011. Bandokay a mărturisit că muzica l-a ținut departe de o viață criminală.
„Ori de câte ori [polițiștii] mă văd, mă opresc; înțeleg ce încearcă să facă – să-mi confiște armele. Dar știu că mă opresc pe mine mai frecvent decât pe alții. Ei știu cine sunt. Ei știu cine a fost tatăl meu. De aceea încerc să trec prin muzică și să fac ceva pozitiv, astfel încât să nu aibă nimic de spus despre mine.”
Influențele majore ale lui Bandokay sunt colegul din OFB, Headie One, cât și formația 67 și rapperul american Lil Durk.
În ianuarie 2019, Headie One și Dave au lansat „18Hunna”, care a intrat în clasamentul Regatului Unit pe poziția a 6-a – cea mai bună clasare înregistrată vreodată de un artist de UK drill. După eliberarea lui RV din închisoare la 22 martie 2019, RV și Headie One au lansat un al treilea mixtape numit „Drillers x Trappers II”. A intrat în topul albumelor din Regatul Unit pe poziția 21. „Match Day”, primul single din mixtape, a intrat în clasamentul de single-uri pe poziția 86.
În 2019, OFB au lansat primul lor mixtape colectiv intitulat „Frontstreet”, numit după o stradă din Broadwater Farm. Dazed Digital a numit mixtape-ul „unul dintre cele mai bune debuturi britanice ale deceniului”. În urma lansării „Youngest in Charge” de SJ (membru al grupului), publicul a descoperit că SJ se confrunta cu un proces penal și era în arest. SJ a fost ulterior condamnat la viață.
La fel ca în cazul altor grupuri de UK drill, mai multe cântece ale grupului au fost eliminate de pe YouTube la cererea Poliției Metropolitane. În 2019, a fost șters întregul canal de YouTube al OFB, dar a fost restabilit a doua zi. Bandokay a declarat că încearcă să-și „curețe” muzica pentru a evita repercusiuni pe platformele online.

## Membri
Lista de mai jos include membrii confirmați ai OFB:
- Abra Cadabra[15]
- Akz[16]
- Bandokay (Kemani Duggan)[17]
- Blitty[18]
- Bradz[19]
- Dee One (în trecut D1)[20][21]
- Delsa[22]
- Dezzie[23]
- Double Lz (Andre Deer)[24]
- Dsavv[16]
- DZ[25]
- Headie One (Irving Ampofo Adjei; în trecut Headz)[26][27]
- Izzpot[28]
- JS[29]
- Kash One7 (în trecut Kash)[30]
- Kush[31]
- Lowkey[32]
- Munie[33]
- RV (Jordan Townsend; în trecut Young RV)[34][35]
- SJ (Jayden O'Neill-Crichlow)[1][36]
- Skat[37]
- Tuggzy[38]
- YF[25]
- ZeZe[39]
- Zilla[40]